# 角川映画 (企業)
角川映画株式会社（かどかわえいが、英: KADOKAWA PICTURES,INC.）は、かつて存在した日本の映画会社。旧称は、角川大映映画、角川ヘラルド映画。

## 概要
大映、日本ヘラルド映画、角川書店（旧・角川春樹事務所）による、いわゆる角川映画の映画事業を引き継いだ映画会社である。角川グループでの映画・映像事業の中核会社となり、国内映画部門では大映及び角川書店の映画事業部門を引き継ぎ、海外映画配給では日本ヘラルド映画時代からの業務を引き継ぐ形となる。
1976年より角川映画のブランド名で映画事業を行っていた角川書店が、2002年11月に大映の映像ライブラリーと映画製作・配給・ビデオグラム製作事業、東京都調布市にある撮影スタジオを取得し、角川大映映画を設立する形で発足した。営業資産は継承するものの大映とは別の新たな法人であり、法人としては大映は前身とはならない。2004年に角川大映映画、角川書店のエンタテインメント事業部、トスカドメインを統合し、角川映画に社名を変更。2006年3月1日に、角川ヘラルド・ピクチャーズ（旧・日本ヘラルド映画）を合併して角川ヘラルド映画となる。2007年3月、 角川映画に社名を戻す。2009年11月に角川エンタテインメントを合併してビデオグラムの販売元となる。
2011年に角川書店に吸収合併されて解散。法人としての角川映画はなくなり、角川映画は角川書店映画事業部のブランド名となるが、2013年にスタジオ運営、番組・映画制作、美術製作を手がける角川大映スタジオが発足し、配給事業以外は事実上再独立した。

## 沿革
継承した大映の映画事業については、大映を、日本ヘラルド映画時代については角川ヘラルド・ピクチャーズを、ともに参照のこと。
- 1942年1月 - 大日本映画製作株式会社設立。
- 1945年12月 - 大日本映画製作、社名を大映株式会社に変更。
- 1956年 - 有限会社欧米映画配給社設立。
- 1957年 - 欧米映画配給社、株式会社に改組し、社名をヘラルド映画株式会社に変更。
- 1960年 - ヘラルド映画、大洋映画株式会社及び北欧映画株式会社と合併。
- 1961年 - ヘラルド映画、株式会社ニッポンシネマコーポレーションと合併し、日本ヘラルド映画株式会社を設立。
- 1971年12月 - 大映、業績不振で破産する。
- 1974年9月 - 破産した旧大映の映画事業を引き継ぐ新会社の大映映画株式会社が徳間書店の傘下として発足。
- 1976年 - 角川書店グループ・株式会社角川春樹事務所（初代）が映画製作を開始し、角川映画第一作「犬神家の一族」公開。
- 1989年 - 角川書店、株式会社角川春樹事務所（初代）と合併。
- 1993年3月 - 角川書店、株式会社角川春樹事務所（2代目）と合併しソフト事業部を設置。
- 1996年 - 日本ヘラルド映画、新設したヘラルド・エステート株式会社と事業交換を行い、映画配給事業を継承したヘラルド・エステート株式会社が日本ヘラルド映画株式会社に社名変更。
- 1997年 - 日本ヘラルド映画、ヘラルド・エンタープライズ株式会社（角川シネプレックスを経て、現・シネプレックス）を設立。
- 1999年
  - 4月 - 角川書店が東芝との合弁でテレビ番組の制作プロダクション「トスカドメイン株式会社」を設立[6]。
  - 12月 - 日本ヘラルド映画がグロービジョン株式会社を買収。
- 2002年11月1日 - 株式会社角川書店の子会社株式会社角川大映映画が、大映株式会社の営業権を譲り受ける。
- 2004年
  - 1月 - 角川大映映画、角川書店エンタテインメント事業部の映像事業の一部を分割型吸収分割により継承。
  - 3月 - 角川大映映画が日本ヘラルド映画の株式を取得し、日本ヘラルド映画を持分法適用会社化。
- 2004年4月 - 角川大映映画、トスカドメイン株式会社を合併し、社名を角川映画株式会社に変更。
- 2005年8月 - 角川ホールディングスが日本ヘラルド映画を完全子会社化、日本ヘラルド映画は角川ヘラルド・ピクチャーズに社名変更。
- 2006年
  - 3月1日 - 角川映画を存続会社として角川ヘラルド・ピクチャーズと合併し、角川ヘラルド映画株式会社となる。
  - 8月1日 - 角川グループホールディングスから映像関係会社管理営業の分割・譲渡を受け、株式会社角川エンタテインメントの子会社化とユナイテッド・シネマ株式会社の関連会社化を実施。
- 2007年
  - 1月1日 - 角川書店から映像関連子会社及び関連会社の管理営業の分割・譲渡を受け、株式会社シネマ・パラダイスの子会社化とアスミック・エース エンタテインメント株式会社及び日本映画衛星放送株式会社の関連会社化を実施[1][7]。
  - 3月1日 - 社名を再び角川映画株式会社に変更。
  - 4月1日 - 角川グループホールディングスからアジア子会社の管理営業の分割・譲渡を受け、KADOKAWA HOLDINGS CHINA LTD.（現・KADOKAWA HOLDINGS ASIA LTD.）の子会社化を実施[8]。
- 2009年11月1日 - 株式会社角川エンタテインメントを吸収合併[9]。
- 2011年1月1日 - 株式会社角川書店（三代目法人、現・KADOKAWA〈二代目法人〉）に吸収合併され、法人としての角川映画は解散。「角川映画」の名称は角川グループの映像事業のブランドとして存続する[2]。

## 映画作品
大映および角川映画を参照。

### トスカドメイン時代
- 生霊〜IKISUDAMA〜（2001年6月、東映）※製作
- 青の炎（2003年3月、東宝）※製作
- 嗤う伊右衛門（2004年2月、東宝）※制作

### 角川大映映画配給作品
- 春の惑い（2003年5月）
- 略奪者（2003年6月）
- 夕映えの道（2003年9月）
- 女王フアナ（2004年3月）
- ほたるの星（2004年3月）

### 角川大映映画製作作品
- 着信アリ（2004年1月、東宝）
- この世の外へ クラブ進駐軍（2004年2月、松竹）

## テレビドラマ作品

### トスカドメイン時代
- 多重人格探偵サイコ 雨宮一彦の帰還（WOWOW）
- 金融腐蝕列島「再生」（BS-i）
- 狼女の子守唄（TBS、月曜ミステリー劇場）
- ルージュ（NHK）
- いつか、そうで、あった、ような（BB.excite）
- 女と愛とミステリー（テレビ東京）
  - 人間の証明 2001
  - 刑法三十九条 フラッシュ・バック
  - 犯罪交渉人ゆり子
  - 監察医・篠宮葉月 死体は語る
  - ごめんあそばせ!主婦探偵・河原綾子ののぞき見事件簿
  - 文書鑑定人・白鳥あやめ
  - 金田一耕助ファイル 迷路荘の惨劇〔横溝正史生誕百年記念特別企画〕
  - 逃げ口上〔横溝正史生誕百年記念特別企画〕
  - 金田一耕助ファイルII 獄門島
- 土曜ワイド劇場（朝日放送）
  - 京都の女庭師風水探偵さくら子
  - 津軽海峡に消えた女
  - みちのく紅花街道殺人事件

### 角川大映映画時代
- OL銭道（テレビ朝日）

### 角川映画時代
- 女と愛とミステリー→水曜ミステリー9（テレビ東京）
  - 監察医・篠宮葉月 死体は語る
  - 猪熊夫婦の駐在日誌
  - 横溝正史ミステリ大賞作品
    - みんな誰かを殺したい
    - 約束 ～いつか、虹の向こうへ～

  - 松本清張特別企画・強き蟻
  - 松本清張特別企画・不在宴会
- 電池が切れるまで（テレビ朝日）
- 赤い月（テレビ東京）
- 雨と夢のあとに（テレビ朝日）
- 着信アリ（テレビ朝日）
- てるてるあした（テレビ朝日）
- サギ師 リリ子（テレビ東京）

## アニメ作品
- おじゃまんが山田くん
- ポコニャン!
- 魔法遣いに大切なこと
- 北へ。〜Diamond Dust Drops〜
- ポストペットモモ便
- 強殖装甲ガイバー
- Canvas2 〜虹色のスケッチ〜
- 狼と香辛料
- 我が家のお稲荷さま。
- 純情ロマンチカ
- そらのおとしもの

## 旧・関連会社
旧・子会社
- 日本映画ファンド株式会社[10]
- 株式会社エンジェル・シネマ
- カドカワピクチャーズUSA
- 角川シネプレックス株式会社 - 映画興行会社
- グロービジョン株式会社
- 株式会社角川エンタテインメント
- 株式会社シネマ・パラダイス
- 角川ホールディングスUS in HongKong - 中国シネコン事業の持株会社
- 角川ホールディングス・チャイナ - 香港角川とインターコンチネンタルGHDの持株会社

旧・持分法適用会社
- アスミック・エース エンタテインメント株式会社 - 外国映画の輸入・配給、映画製作、ビデオグラムの発売。
- 日本映画衛星放送株式会社